# Stenopogon hiemalis
Stenopogon hiemalis är en tvåvingeart som beskrevs av Martin 1968. Stenopogon hiemalis ingår i släktet Stenopogon och familjen rovflugor. Inga underarter finns listade i Catalogue of Life.